# Герби республік Югославії
Герби були у кожної з шести югославських республік. Герб з'являвся як символ державної влади на документах республіканського рівня, наприклад на документах республіканських установ, на водяних знаках.
Так виглядали герби шести республік СФРЮ:
| Соціалістична Республіка Боснія і Герцеговина | Соціалістична Республіка Чорногорія | Соціалістична Республіка Хорватія |
| Соціалістична Республіка Македонія            | Соціалістична Республіка Словенія   | Соціалістична Республіка Сербія   |

Ці герби поєднували елементи історичних гербів з символами нової соціалістичної політичної системи (національні емблеми на гербах Сербської і Хорватської соціалістичних республік). Словенська гора Триглав була символом Словенського Визвольного фронту під час Другої світової війни. У тих випадках, де старі емблеми вважали невідповідними, їх замінили на неофіційні національні символи: зображення гори Ловчен з мавзолеєм Петра II Петровича для Чорногорії і димарів для Боснії і Герцеговини.
Геральдично гербами можна вважати, з певними зауваженнями, лише герби Сербської і Хорватської соціалістичних республік, які містили щит з зображенням центральним елементом. Інші, як і герб самої СФРЮ, фактично представляли собою державні емблеми.